# Halbzollband

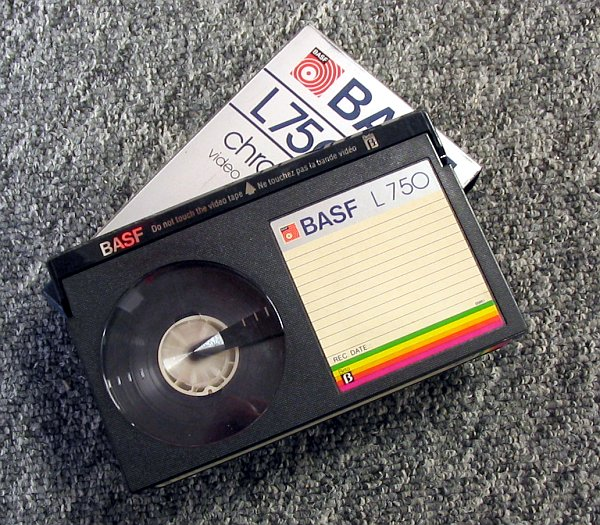
1975:Betamax Kassette

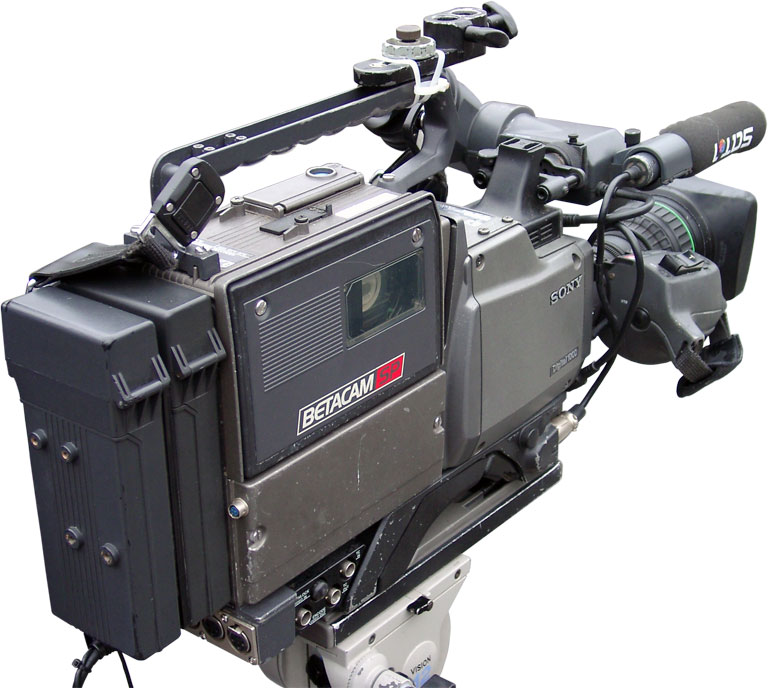
1986:Betacam SP Camcorder

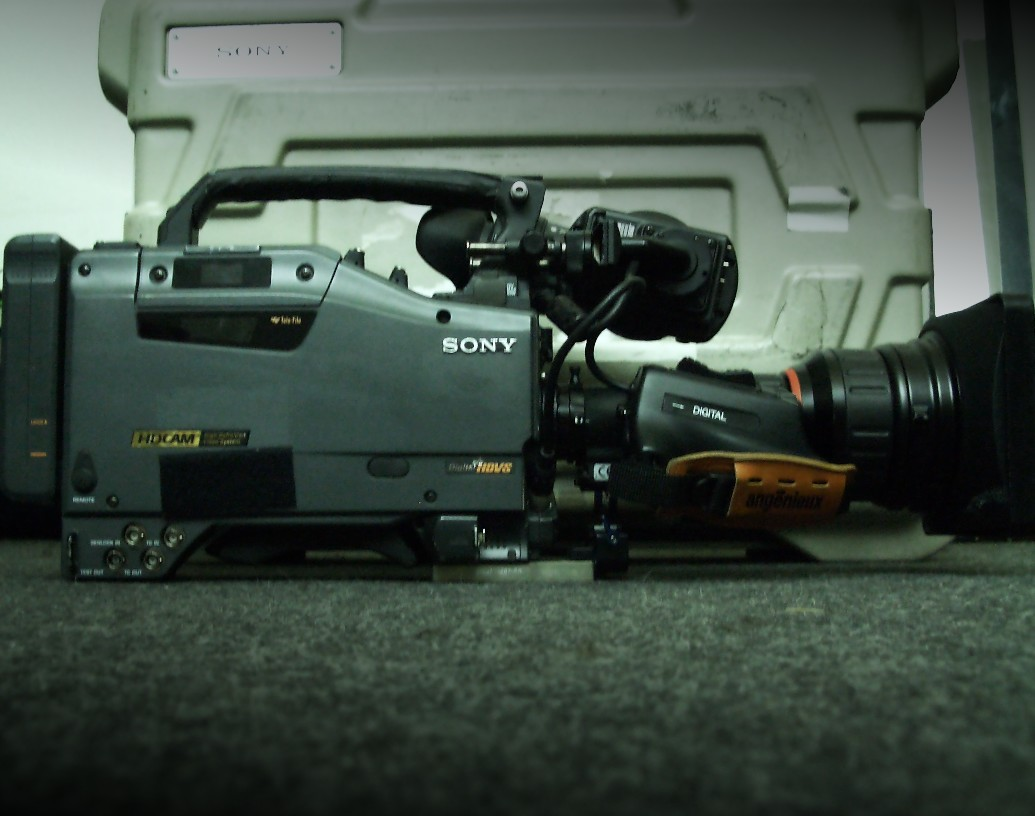
2005:Digitale Kinokamera in HDCAM

Das Halbzollband ist das dominierende Bandformat für die magnetische Aufzeichnung in der professionellen Fernseh- und digitalen Filmproduktion.
1975 eingeführt, wurden auf diesem Format zahlreiche Subformate entwickelt.
Zuerst wurden Formate für private Anwender, wie beispielsweise mit Betamax, auf Halbzollband gespeichert.
Ab den achtziger Jahren entstanden dann nur noch Formate für kommerzielle Anwendung, beispielsweise Betacam zur Fernsehproduktion.
In den 1990er Jahren auch digital, wie beispielsweise Digital Betacam und schließlich in der Gegenwart auch für HD-Video und Kinoproduktion, beispielsweise HDCAM.
Derzeit sind auf Halbzollbändern ein Großteil des visuellen Archivs aller Fernsehsender gespeichert.
Hauptentwickler der Halbzollformate sind Sony und Thomson.
Hauptnutzer der Geräte und Medien sind nahezu alle Fernsehsender und Filmstudios.

## Halbzollformate
Sony
- Betamax, 1975
- Betacam, 1982
- Betacam SP, 1986
- Digital Betacam, 1993
- Betacam SX, 1996
- Betacam MPEG IMX, 2000
- HDCAM, 1999
- HDCAM SR, 2003

Panasonic
- D-3, 1991
- D-5 HD, 1994